# جی۱۴۰۷بی
جی۱۴۰۷بی (انگلیسی: J1407b) یک جسم زیرستاره‌ای است که می‌تواند یک سیاره شناور آزاد یا یک کوتولهٔ قهوه‌ای، با یک دیسک دور سیاره‌ای بزرگ یا یک سامانه حلقه‌ای باشد. این جسم نخستین بار در سال ۲۰۰۷ توسط تلسکوپ‌های خودکار شناسایی شد؛ زمانی که دیسک آن موجب گرفت ستارهٔ وی۱۴۰۰ قنطورس و باعث یک سری رویدادهای کم‌نور شدن به مدت ۵۶ روز شد. گرفتگی جی۱۴۰۷بی تا سال ۲۰۱۰ توسط مارک پکات و اریک ماماجک کشف نشد و این کشف در یک مقاله ژورنالی که در سال ۲۰۱۲ منتشر شد اعلام شد.